# CCSAP
CCSAP (англ. Centriole, cilia and spindle associated protein) – білок, який кодується однойменним геном, розташованим у людей на 1-й хромосомі. Довжина поліпептидного ланцюга білка становить 270 амінокислот, а молекулярна маса — 30 216.
| 10         |  | 20         |  | 30         |  | 40         |  | 50         |
| ---------- |  | ---------- |  | ---------- |  | ---------- |  | ---------- |
| MSPGSGVKSE |  | YMKRYQEPRW |  | EEYGPCYREL |  | LHYRLGRRLL |  | EQAHAPWLWD |
| DWGPAGSSED |  | SASSESSGAG |  | GPAPRCAPPS |  | PPPPVEPATQ |  | EEAERRARGA |
| PEEQDAEAGD |  | AEAEDAEDAA |  | LPALPVKDVE |  | DKPEQQTRTR |  | ETDKSPTSTE |
| PRQQPSALFA |  | RGNRKAVKSP |  | QRSSSKIKEN |  | KHPFALYGWG |  | EKQTDTGSQK |
| THNVCASAPV |  | HEIHESALRA |  | KNRRQVEKRK |  | LVAQRQRAHS |  | VDVEKNRKMK |
| ASSSENPWMT |  | EYMRCYSARA |  |            |  |            |  |            |

A: Аланін

C: Цистеїн

D: Аспарагінова кислота

E: Глутамінова кислота

F: Фенілаланін

G: Гліцин

H: Гістидин

I: Ізолейцин

K: Лізин

L: Лейцин

M: Метіонін

N: Аспарагін

P: Пролін

Q: Глутамін

R: Аргінін

S: Серин

T: Треонін

V: Валін

W: Триптофан

Кодований геном білок за функцією належить до білків розвитку. 
Задіяний у таких біологічних процесах, як клітинний цикл, поділ клітини, мітоз, ацетилювання, альтернативний сплайсинг. 
Локалізований у цитоплазмі, цитоскелеті, клітинних відростках, війках.